# Milford H. Wolpoff
Milford Wolpoff, né en 1942 à Chicago, est un paléoanthropologue américain. Il a été professeur d'anthropologie à l'université du Michigan. Il est le principal partisan de la théorie de l'origine multirégionale de l'homme moderne, selon laquelle Homo sapiens serait issu par échange de gènes et sélection naturelle de chacune des lignées humaines archaïques présentes antérieurement sur chaque continent.

## Formation
Milford Howell Wolpoff est né en 1942 à Chicago de Ruth Silver et Ben Wolpoff.
Il a obtenu une licence universitaire d'anthropologie en 1964, puis un doctorat d'anthropologie physique de l'université de l'Illinois à Urbana en 1969. Son directeur de recherches était Eugene Giles.

## Carrière
Milford Wolpoff a rejoint l'université du Michigan en 1971, et est devenu professeur d'anthropologie en 1977.

## Théorie
Milford Wolpoff est surtout connu pour sa promotion du modèle multirégional de l'évolution humaine. Celui-ci intègre une remise en cause de la théorie des équilibres ponctués (l'idée que le processus évolutif comporte de longues stases et de brusques changements, plutôt que la modification progressive des traits). La théorie de l'origine multirégionale de l'homme moderne propose que l'espèce Homo sapiens soit issue par échange de gènes et sélection naturelle de chacune des lignées humaines archaïques présentes antérieurement sur chaque continent, notamment Homo erectus en Asie et l'Homme de Néandertal en Europe.
Les études génétiques conduites depuis 1986, d'abord sur le génome mitochondrial humain puis sur le génome nucléaire, ont largement appuyé la théorie opposée de l'origine africaine de l'Homme moderne, et peu de chercheurs soutiennent encore la théorie multirégionale aujourd'hui.  

## Organismes et associations
Milford Wolpoff est membre de nombreuses organisations anthropologiques, et est membre honoraire à vie de la Société d'honneur de Phi Kappa Phi. Il est également membre de l'Association américaine pour l'avancement des sciences (depuis 2001) et membre de l'American Anthropological Association.

## Prix et distinctions
Parmi les prix qu'il a reçu, on peut citer :
- LS&A Excellence in Education Award en 1998 ;
- W.W. Howells Book Prize in Biological Anthropology, présenté par la Section de l'anthropologie biologique de l'American Anthropological Association en 1999 ;
- Dragutin Gorjanović-Kramberger Award à la conférence Krapina 1899-1999, présenté par le musée d'histoire naturelle croate ;
- Sigma Xi Distinguished Lecturer de 2001-2004 ;
- Darwin Lifetime Achievement Award de l'Association américaine des anthropologues physiques en 2011 [4].

## Publications
Milford Wolpoff est l'auteur de Paléoanthropologie, et le co-auteur (avec Rachel Caspari) de La Race et l'Évolution humaine : une attraction fatale, qui passe en revue les preuves scientifiques et théories contradictoires sur la façon dont l'évolution humaine a été interprétée, et comment son interprétation est liée à des idéologies sur les races,.

### Ouvrages
- 1971 : Metric Trends in Hominid Dental Evolution, Case Western Reserve Studies in Anthropology 2., Case Western Reserve University Press, Cleveland, 244 p.
- 1976 : William R. Farrand, Richard W. Redding, Milford H. Wolpoff & Henry T. Wright III, An Archaeological Investigation on the Loboi Plain, Baringo District, Kenya, Museum of Anthropology, The University of Michigan Technical Reports, Number 4, Research Reports in Archaeology, Contribution 1, Ann Arbor
- 1980 : Paleoanthropology, Knopf, New York, 379 p.  (ISBN 0-394-32197-9)
- 1988 : Jakov Radovčić, Fred H. Smith, Erik Trinkaus & Milford H. Wolpoff, The Krapina Hominids: An Illustrated Catalog of the Skeletal Collection, Mladost Press and the Croatian Natural History Museum, Zagreb
- 1994 : Paleoanthropology, Preliminary publication of the 2nd edition, College Custom Series, McGraw-Hill, New York  (ISBN 0-07-071679-X)
- 1995 : Human Evolution, College Custom Series, McGraw-Hill, New York  (ISBN 0-07-071827-X)
- 1997 : Milford H. Wolpoff & Rachel Caspari, Race and Human Evolution : A Fatal Attraction, Simon & Schuster, New York  (ISBN 0-684-81013-1)
- 1999 : Paleoanthropology, 2nd edition, McGraw-Hill, New York  (ISBN 0-07-071676-5)

## Médias
Milford Wolpoff apparait dans la série À l'aube des temps, dans l'épisode Moi, Néandertal.